# Mediogioco
|   | a | b | c | d | e | f | g | h |   |
| 8 | a8 torre del nero · d8 donna del nero · h8 re del nero · a7 pedone del nero · b7 cavallo del nero · e7 alfiere del nero · f7 pedone del nero · g7 torre del nero · h7 pedone del nero · e6 pedone del nero · f6 cavallo del bianco · g6 pedone del nero · c5 pedone del nero · e5 pedone del bianco · f5 alfiere del nero · g5 donna del bianco · d4 pedone del nero · f4 pedone del bianco · f3 cavallo del bianco · g3 torre del bianco · a2 pedone del bianco · b2 pedone del bianco · c2 pedone del bianco · g2 pedone del bianco · h2 pedone del bianco · c1 alfiere del bianco · f1 torre del bianco · g1 re del bianco | a8 torre del nero · d8 donna del nero · h8 re del nero · a7 pedone del nero · b7 cavallo del nero · e7 alfiere del nero · f7 pedone del nero · g7 torre del nero · h7 pedone del nero · e6 pedone del nero · f6 cavallo del bianco · g6 pedone del nero · c5 pedone del nero · e5 pedone del bianco · f5 alfiere del nero · g5 donna del bianco · d4 pedone del nero · f4 pedone del bianco · f3 cavallo del bianco · g3 torre del bianco · a2 pedone del bianco · b2 pedone del bianco · c2 pedone del bianco · g2 pedone del bianco · h2 pedone del bianco · c1 alfiere del bianco · f1 torre del bianco · g1 re del bianco | a8 torre del nero · d8 donna del nero · h8 re del nero · a7 pedone del nero · b7 cavallo del nero · e7 alfiere del nero · f7 pedone del nero · g7 torre del nero · h7 pedone del nero · e6 pedone del nero · f6 cavallo del bianco · g6 pedone del nero · c5 pedone del nero · e5 pedone del bianco · f5 alfiere del nero · g5 donna del bianco · d4 pedone del nero · f4 pedone del bianco · f3 cavallo del bianco · g3 torre del bianco · a2 pedone del bianco · b2 pedone del bianco · c2 pedone del bianco · g2 pedone del bianco · h2 pedone del bianco · c1 alfiere del bianco · f1 torre del bianco · g1 re del bianco | a8 torre del nero · d8 donna del nero · h8 re del nero · a7 pedone del nero · b7 cavallo del nero · e7 alfiere del nero · f7 pedone del nero · g7 torre del nero · h7 pedone del nero · e6 pedone del nero · f6 cavallo del bianco · g6 pedone del nero · c5 pedone del nero · e5 pedone del bianco · f5 alfiere del nero · g5 donna del bianco · d4 pedone del nero · f4 pedone del bianco · f3 cavallo del bianco · g3 torre del bianco · a2 pedone del bianco · b2 pedone del bianco · c2 pedone del bianco · g2 pedone del bianco · h2 pedone del bianco · c1 alfiere del bianco · f1 torre del bianco · g1 re del bianco | a8 torre del nero · d8 donna del nero · h8 re del nero · a7 pedone del nero · b7 cavallo del nero · e7 alfiere del nero · f7 pedone del nero · g7 torre del nero · h7 pedone del nero · e6 pedone del nero · f6 cavallo del bianco · g6 pedone del nero · c5 pedone del nero · e5 pedone del bianco · f5 alfiere del nero · g5 donna del bianco · d4 pedone del nero · f4 pedone del bianco · f3 cavallo del bianco · g3 torre del bianco · a2 pedone del bianco · b2 pedone del bianco · c2 pedone del bianco · g2 pedone del bianco · h2 pedone del bianco · c1 alfiere del bianco · f1 torre del bianco · g1 re del bianco | a8 torre del nero · d8 donna del nero · h8 re del nero · a7 pedone del nero · b7 cavallo del nero · e7 alfiere del nero · f7 pedone del nero · g7 torre del nero · h7 pedone del nero · e6 pedone del nero · f6 cavallo del bianco · g6 pedone del nero · c5 pedone del nero · e5 pedone del bianco · f5 alfiere del nero · g5 donna del bianco · d4 pedone del nero · f4 pedone del bianco · f3 cavallo del bianco · g3 torre del bianco · a2 pedone del bianco · b2 pedone del bianco · c2 pedone del bianco · g2 pedone del bianco · h2 pedone del bianco · c1 alfiere del bianco · f1 torre del bianco · g1 re del bianco | a8 torre del nero · d8 donna del nero · h8 re del nero · a7 pedone del nero · b7 cavallo del nero · e7 alfiere del nero · f7 pedone del nero · g7 torre del nero · h7 pedone del nero · e6 pedone del nero · f6 cavallo del bianco · g6 pedone del nero · c5 pedone del nero · e5 pedone del bianco · f5 alfiere del nero · g5 donna del bianco · d4 pedone del nero · f4 pedone del bianco · f3 cavallo del bianco · g3 torre del bianco · a2 pedone del bianco · b2 pedone del bianco · c2 pedone del bianco · g2 pedone del bianco · h2 pedone del bianco · c1 alfiere del bianco · f1 torre del bianco · g1 re del bianco | a8 torre del nero · d8 donna del nero · h8 re del nero · a7 pedone del nero · b7 cavallo del nero · e7 alfiere del nero · f7 pedone del nero · g7 torre del nero · h7 pedone del nero · e6 pedone del nero · f6 cavallo del bianco · g6 pedone del nero · c5 pedone del nero · e5 pedone del bianco · f5 alfiere del nero · g5 donna del bianco · d4 pedone del nero · f4 pedone del bianco · f3 cavallo del bianco · g3 torre del bianco · a2 pedone del bianco · b2 pedone del bianco · c2 pedone del bianco · g2 pedone del bianco · h2 pedone del bianco · c1 alfiere del bianco · f1 torre del bianco · g1 re del bianco | 8 |
| 7 | a8 torre del nero · d8 donna del nero · h8 re del nero · a7 pedone del nero · b7 cavallo del nero · e7 alfiere del nero · f7 pedone del nero · g7 torre del nero · h7 pedone del nero · e6 pedone del nero · f6 cavallo del bianco · g6 pedone del nero · c5 pedone del nero · e5 pedone del bianco · f5 alfiere del nero · g5 donna del bianco · d4 pedone del nero · f4 pedone del bianco · f3 cavallo del bianco · g3 torre del bianco · a2 pedone del bianco · b2 pedone del bianco · c2 pedone del bianco · g2 pedone del bianco · h2 pedone del bianco · c1 alfiere del bianco · f1 torre del bianco · g1 re del bianco | a8 torre del nero · d8 donna del nero · h8 re del nero · a7 pedone del nero · b7 cavallo del nero · e7 alfiere del nero · f7 pedone del nero · g7 torre del nero · h7 pedone del nero · e6 pedone del nero · f6 cavallo del bianco · g6 pedone del nero · c5 pedone del nero · e5 pedone del bianco · f5 alfiere del nero · g5 donna del bianco · d4 pedone del nero · f4 pedone del bianco · f3 cavallo del bianco · g3 torre del bianco · a2 pedone del bianco · b2 pedone del bianco · c2 pedone del bianco · g2 pedone del bianco · h2 pedone del bianco · c1 alfiere del bianco · f1 torre del bianco · g1 re del bianco | a8 torre del nero · d8 donna del nero · h8 re del nero · a7 pedone del nero · b7 cavallo del nero · e7 alfiere del nero · f7 pedone del nero · g7 torre del nero · h7 pedone del nero · e6 pedone del nero · f6 cavallo del bianco · g6 pedone del nero · c5 pedone del nero · e5 pedone del bianco · f5 alfiere del nero · g5 donna del bianco · d4 pedone del nero · f4 pedone del bianco · f3 cavallo del bianco · g3 torre del bianco · a2 pedone del bianco · b2 pedone del bianco · c2 pedone del bianco · g2 pedone del bianco · h2 pedone del bianco · c1 alfiere del bianco · f1 torre del bianco · g1 re del bianco | a8 torre del nero · d8 donna del nero · h8 re del nero · a7 pedone del nero · b7 cavallo del nero · e7 alfiere del nero · f7 pedone del nero · g7 torre del nero · h7 pedone del nero · e6 pedone del nero · f6 cavallo del bianco · g6 pedone del nero · c5 pedone del nero · e5 pedone del bianco · f5 alfiere del nero · g5 donna del bianco · d4 pedone del nero · f4 pedone del bianco · f3 cavallo del bianco · g3 torre del bianco · a2 pedone del bianco · b2 pedone del bianco · c2 pedone del bianco · g2 pedone del bianco · h2 pedone del bianco · c1 alfiere del bianco · f1 torre del bianco · g1 re del bianco | a8 torre del nero · d8 donna del nero · h8 re del nero · a7 pedone del nero · b7 cavallo del nero · e7 alfiere del nero · f7 pedone del nero · g7 torre del nero · h7 pedone del nero · e6 pedone del nero · f6 cavallo del bianco · g6 pedone del nero · c5 pedone del nero · e5 pedone del bianco · f5 alfiere del nero · g5 donna del bianco · d4 pedone del nero · f4 pedone del bianco · f3 cavallo del bianco · g3 torre del bianco · a2 pedone del bianco · b2 pedone del bianco · c2 pedone del bianco · g2 pedone del bianco · h2 pedone del bianco · c1 alfiere del bianco · f1 torre del bianco · g1 re del bianco | a8 torre del nero · d8 donna del nero · h8 re del nero · a7 pedone del nero · b7 cavallo del nero · e7 alfiere del nero · f7 pedone del nero · g7 torre del nero · h7 pedone del nero · e6 pedone del nero · f6 cavallo del bianco · g6 pedone del nero · c5 pedone del nero · e5 pedone del bianco · f5 alfiere del nero · g5 donna del bianco · d4 pedone del nero · f4 pedone del bianco · f3 cavallo del bianco · g3 torre del bianco · a2 pedone del bianco · b2 pedone del bianco · c2 pedone del bianco · g2 pedone del bianco · h2 pedone del bianco · c1 alfiere del bianco · f1 torre del bianco · g1 re del bianco | a8 torre del nero · d8 donna del nero · h8 re del nero · a7 pedone del nero · b7 cavallo del nero · e7 alfiere del nero · f7 pedone del nero · g7 torre del nero · h7 pedone del nero · e6 pedone del nero · f6 cavallo del bianco · g6 pedone del nero · c5 pedone del nero · e5 pedone del bianco · f5 alfiere del nero · g5 donna del bianco · d4 pedone del nero · f4 pedone del bianco · f3 cavallo del bianco · g3 torre del bianco · a2 pedone del bianco · b2 pedone del bianco · c2 pedone del bianco · g2 pedone del bianco · h2 pedone del bianco · c1 alfiere del bianco · f1 torre del bianco · g1 re del bianco | a8 torre del nero · d8 donna del nero · h8 re del nero · a7 pedone del nero · b7 cavallo del nero · e7 alfiere del nero · f7 pedone del nero · g7 torre del nero · h7 pedone del nero · e6 pedone del nero · f6 cavallo del bianco · g6 pedone del nero · c5 pedone del nero · e5 pedone del bianco · f5 alfiere del nero · g5 donna del bianco · d4 pedone del nero · f4 pedone del bianco · f3 cavallo del bianco · g3 torre del bianco · a2 pedone del bianco · b2 pedone del bianco · c2 pedone del bianco · g2 pedone del bianco · h2 pedone del bianco · c1 alfiere del bianco · f1 torre del bianco · g1 re del bianco | 7 |
| 6 | a8 torre del nero · d8 donna del nero · h8 re del nero · a7 pedone del nero · b7 cavallo del nero · e7 alfiere del nero · f7 pedone del nero · g7 torre del nero · h7 pedone del nero · e6 pedone del nero · f6 cavallo del bianco · g6 pedone del nero · c5 pedone del nero · e5 pedone del bianco · f5 alfiere del nero · g5 donna del bianco · d4 pedone del nero · f4 pedone del bianco · f3 cavallo del bianco · g3 torre del bianco · a2 pedone del bianco · b2 pedone del bianco · c2 pedone del bianco · g2 pedone del bianco · h2 pedone del bianco · c1 alfiere del bianco · f1 torre del bianco · g1 re del bianco | a8 torre del nero · d8 donna del nero · h8 re del nero · a7 pedone del nero · b7 cavallo del nero · e7 alfiere del nero · f7 pedone del nero · g7 torre del nero · h7 pedone del nero · e6 pedone del nero · f6 cavallo del bianco · g6 pedone del nero · c5 pedone del nero · e5 pedone del bianco · f5 alfiere del nero · g5 donna del bianco · d4 pedone del nero · f4 pedone del bianco · f3 cavallo del bianco · g3 torre del bianco · a2 pedone del bianco · b2 pedone del bianco · c2 pedone del bianco · g2 pedone del bianco · h2 pedone del bianco · c1 alfiere del bianco · f1 torre del bianco · g1 re del bianco | a8 torre del nero · d8 donna del nero · h8 re del nero · a7 pedone del nero · b7 cavallo del nero · e7 alfiere del nero · f7 pedone del nero · g7 torre del nero · h7 pedone del nero · e6 pedone del nero · f6 cavallo del bianco · g6 pedone del nero · c5 pedone del nero · e5 pedone del bianco · f5 alfiere del nero · g5 donna del bianco · d4 pedone del nero · f4 pedone del bianco · f3 cavallo del bianco · g3 torre del bianco · a2 pedone del bianco · b2 pedone del bianco · c2 pedone del bianco · g2 pedone del bianco · h2 pedone del bianco · c1 alfiere del bianco · f1 torre del bianco · g1 re del bianco | a8 torre del nero · d8 donna del nero · h8 re del nero · a7 pedone del nero · b7 cavallo del nero · e7 alfiere del nero · f7 pedone del nero · g7 torre del nero · h7 pedone del nero · e6 pedone del nero · f6 cavallo del bianco · g6 pedone del nero · c5 pedone del nero · e5 pedone del bianco · f5 alfiere del nero · g5 donna del bianco · d4 pedone del nero · f4 pedone del bianco · f3 cavallo del bianco · g3 torre del bianco · a2 pedone del bianco · b2 pedone del bianco · c2 pedone del bianco · g2 pedone del bianco · h2 pedone del bianco · c1 alfiere del bianco · f1 torre del bianco · g1 re del bianco | a8 torre del nero · d8 donna del nero · h8 re del nero · a7 pedone del nero · b7 cavallo del nero · e7 alfiere del nero · f7 pedone del nero · g7 torre del nero · h7 pedone del nero · e6 pedone del nero · f6 cavallo del bianco · g6 pedone del nero · c5 pedone del nero · e5 pedone del bianco · f5 alfiere del nero · g5 donna del bianco · d4 pedone del nero · f4 pedone del bianco · f3 cavallo del bianco · g3 torre del bianco · a2 pedone del bianco · b2 pedone del bianco · c2 pedone del bianco · g2 pedone del bianco · h2 pedone del bianco · c1 alfiere del bianco · f1 torre del bianco · g1 re del bianco | a8 torre del nero · d8 donna del nero · h8 re del nero · a7 pedone del nero · b7 cavallo del nero · e7 alfiere del nero · f7 pedone del nero · g7 torre del nero · h7 pedone del nero · e6 pedone del nero · f6 cavallo del bianco · g6 pedone del nero · c5 pedone del nero · e5 pedone del bianco · f5 alfiere del nero · g5 donna del bianco · d4 pedone del nero · f4 pedone del bianco · f3 cavallo del bianco · g3 torre del bianco · a2 pedone del bianco · b2 pedone del bianco · c2 pedone del bianco · g2 pedone del bianco · h2 pedone del bianco · c1 alfiere del bianco · f1 torre del bianco · g1 re del bianco | a8 torre del nero · d8 donna del nero · h8 re del nero · a7 pedone del nero · b7 cavallo del nero · e7 alfiere del nero · f7 pedone del nero · g7 torre del nero · h7 pedone del nero · e6 pedone del nero · f6 cavallo del bianco · g6 pedone del nero · c5 pedone del nero · e5 pedone del bianco · f5 alfiere del nero · g5 donna del bianco · d4 pedone del nero · f4 pedone del bianco · f3 cavallo del bianco · g3 torre del bianco · a2 pedone del bianco · b2 pedone del bianco · c2 pedone del bianco · g2 pedone del bianco · h2 pedone del bianco · c1 alfiere del bianco · f1 torre del bianco · g1 re del bianco | a8 torre del nero · d8 donna del nero · h8 re del nero · a7 pedone del nero · b7 cavallo del nero · e7 alfiere del nero · f7 pedone del nero · g7 torre del nero · h7 pedone del nero · e6 pedone del nero · f6 cavallo del bianco · g6 pedone del nero · c5 pedone del nero · e5 pedone del bianco · f5 alfiere del nero · g5 donna del bianco · d4 pedone del nero · f4 pedone del bianco · f3 cavallo del bianco · g3 torre del bianco · a2 pedone del bianco · b2 pedone del bianco · c2 pedone del bianco · g2 pedone del bianco · h2 pedone del bianco · c1 alfiere del bianco · f1 torre del bianco · g1 re del bianco | 6 |
| 5 | a8 torre del nero · d8 donna del nero · h8 re del nero · a7 pedone del nero · b7 cavallo del nero · e7 alfiere del nero · f7 pedone del nero · g7 torre del nero · h7 pedone del nero · e6 pedone del nero · f6 cavallo del bianco · g6 pedone del nero · c5 pedone del nero · e5 pedone del bianco · f5 alfiere del nero · g5 donna del bianco · d4 pedone del nero · f4 pedone del bianco · f3 cavallo del bianco · g3 torre del bianco · a2 pedone del bianco · b2 pedone del bianco · c2 pedone del bianco · g2 pedone del bianco · h2 pedone del bianco · c1 alfiere del bianco · f1 torre del bianco · g1 re del bianco | a8 torre del nero · d8 donna del nero · h8 re del nero · a7 pedone del nero · b7 cavallo del nero · e7 alfiere del nero · f7 pedone del nero · g7 torre del nero · h7 pedone del nero · e6 pedone del nero · f6 cavallo del bianco · g6 pedone del nero · c5 pedone del nero · e5 pedone del bianco · f5 alfiere del nero · g5 donna del bianco · d4 pedone del nero · f4 pedone del bianco · f3 cavallo del bianco · g3 torre del bianco · a2 pedone del bianco · b2 pedone del bianco · c2 pedone del bianco · g2 pedone del bianco · h2 pedone del bianco · c1 alfiere del bianco · f1 torre del bianco · g1 re del bianco | a8 torre del nero · d8 donna del nero · h8 re del nero · a7 pedone del nero · b7 cavallo del nero · e7 alfiere del nero · f7 pedone del nero · g7 torre del nero · h7 pedone del nero · e6 pedone del nero · f6 cavallo del bianco · g6 pedone del nero · c5 pedone del nero · e5 pedone del bianco · f5 alfiere del nero · g5 donna del bianco · d4 pedone del nero · f4 pedone del bianco · f3 cavallo del bianco · g3 torre del bianco · a2 pedone del bianco · b2 pedone del bianco · c2 pedone del bianco · g2 pedone del bianco · h2 pedone del bianco · c1 alfiere del bianco · f1 torre del bianco · g1 re del bianco | a8 torre del nero · d8 donna del nero · h8 re del nero · a7 pedone del nero · b7 cavallo del nero · e7 alfiere del nero · f7 pedone del nero · g7 torre del nero · h7 pedone del nero · e6 pedone del nero · f6 cavallo del bianco · g6 pedone del nero · c5 pedone del nero · e5 pedone del bianco · f5 alfiere del nero · g5 donna del bianco · d4 pedone del nero · f4 pedone del bianco · f3 cavallo del bianco · g3 torre del bianco · a2 pedone del bianco · b2 pedone del bianco · c2 pedone del bianco · g2 pedone del bianco · h2 pedone del bianco · c1 alfiere del bianco · f1 torre del bianco · g1 re del bianco | a8 torre del nero · d8 donna del nero · h8 re del nero · a7 pedone del nero · b7 cavallo del nero · e7 alfiere del nero · f7 pedone del nero · g7 torre del nero · h7 pedone del nero · e6 pedone del nero · f6 cavallo del bianco · g6 pedone del nero · c5 pedone del nero · e5 pedone del bianco · f5 alfiere del nero · g5 donna del bianco · d4 pedone del nero · f4 pedone del bianco · f3 cavallo del bianco · g3 torre del bianco · a2 pedone del bianco · b2 pedone del bianco · c2 pedone del bianco · g2 pedone del bianco · h2 pedone del bianco · c1 alfiere del bianco · f1 torre del bianco · g1 re del bianco | a8 torre del nero · d8 donna del nero · h8 re del nero · a7 pedone del nero · b7 cavallo del nero · e7 alfiere del nero · f7 pedone del nero · g7 torre del nero · h7 pedone del nero · e6 pedone del nero · f6 cavallo del bianco · g6 pedone del nero · c5 pedone del nero · e5 pedone del bianco · f5 alfiere del nero · g5 donna del bianco · d4 pedone del nero · f4 pedone del bianco · f3 cavallo del bianco · g3 torre del bianco · a2 pedone del bianco · b2 pedone del bianco · c2 pedone del bianco · g2 pedone del bianco · h2 pedone del bianco · c1 alfiere del bianco · f1 torre del bianco · g1 re del bianco | a8 torre del nero · d8 donna del nero · h8 re del nero · a7 pedone del nero · b7 cavallo del nero · e7 alfiere del nero · f7 pedone del nero · g7 torre del nero · h7 pedone del nero · e6 pedone del nero · f6 cavallo del bianco · g6 pedone del nero · c5 pedone del nero · e5 pedone del bianco · f5 alfiere del nero · g5 donna del bianco · d4 pedone del nero · f4 pedone del bianco · f3 cavallo del bianco · g3 torre del bianco · a2 pedone del bianco · b2 pedone del bianco · c2 pedone del bianco · g2 pedone del bianco · h2 pedone del bianco · c1 alfiere del bianco · f1 torre del bianco · g1 re del bianco | a8 torre del nero · d8 donna del nero · h8 re del nero · a7 pedone del nero · b7 cavallo del nero · e7 alfiere del nero · f7 pedone del nero · g7 torre del nero · h7 pedone del nero · e6 pedone del nero · f6 cavallo del bianco · g6 pedone del nero · c5 pedone del nero · e5 pedone del bianco · f5 alfiere del nero · g5 donna del bianco · d4 pedone del nero · f4 pedone del bianco · f3 cavallo del bianco · g3 torre del bianco · a2 pedone del bianco · b2 pedone del bianco · c2 pedone del bianco · g2 pedone del bianco · h2 pedone del bianco · c1 alfiere del bianco · f1 torre del bianco · g1 re del bianco | 5 |
| 4 | a8 torre del nero · d8 donna del nero · h8 re del nero · a7 pedone del nero · b7 cavallo del nero · e7 alfiere del nero · f7 pedone del nero · g7 torre del nero · h7 pedone del nero · e6 pedone del nero · f6 cavallo del bianco · g6 pedone del nero · c5 pedone del nero · e5 pedone del bianco · f5 alfiere del nero · g5 donna del bianco · d4 pedone del nero · f4 pedone del bianco · f3 cavallo del bianco · g3 torre del bianco · a2 pedone del bianco · b2 pedone del bianco · c2 pedone del bianco · g2 pedone del bianco · h2 pedone del bianco · c1 alfiere del bianco · f1 torre del bianco · g1 re del bianco | a8 torre del nero · d8 donna del nero · h8 re del nero · a7 pedone del nero · b7 cavallo del nero · e7 alfiere del nero · f7 pedone del nero · g7 torre del nero · h7 pedone del nero · e6 pedone del nero · f6 cavallo del bianco · g6 pedone del nero · c5 pedone del nero · e5 pedone del bianco · f5 alfiere del nero · g5 donna del bianco · d4 pedone del nero · f4 pedone del bianco · f3 cavallo del bianco · g3 torre del bianco · a2 pedone del bianco · b2 pedone del bianco · c2 pedone del bianco · g2 pedone del bianco · h2 pedone del bianco · c1 alfiere del bianco · f1 torre del bianco · g1 re del bianco | a8 torre del nero · d8 donna del nero · h8 re del nero · a7 pedone del nero · b7 cavallo del nero · e7 alfiere del nero · f7 pedone del nero · g7 torre del nero · h7 pedone del nero · e6 pedone del nero · f6 cavallo del bianco · g6 pedone del nero · c5 pedone del nero · e5 pedone del bianco · f5 alfiere del nero · g5 donna del bianco · d4 pedone del nero · f4 pedone del bianco · f3 cavallo del bianco · g3 torre del bianco · a2 pedone del bianco · b2 pedone del bianco · c2 pedone del bianco · g2 pedone del bianco · h2 pedone del bianco · c1 alfiere del bianco · f1 torre del bianco · g1 re del bianco | a8 torre del nero · d8 donna del nero · h8 re del nero · a7 pedone del nero · b7 cavallo del nero · e7 alfiere del nero · f7 pedone del nero · g7 torre del nero · h7 pedone del nero · e6 pedone del nero · f6 cavallo del bianco · g6 pedone del nero · c5 pedone del nero · e5 pedone del bianco · f5 alfiere del nero · g5 donna del bianco · d4 pedone del nero · f4 pedone del bianco · f3 cavallo del bianco · g3 torre del bianco · a2 pedone del bianco · b2 pedone del bianco · c2 pedone del bianco · g2 pedone del bianco · h2 pedone del bianco · c1 alfiere del bianco · f1 torre del bianco · g1 re del bianco | a8 torre del nero · d8 donna del nero · h8 re del nero · a7 pedone del nero · b7 cavallo del nero · e7 alfiere del nero · f7 pedone del nero · g7 torre del nero · h7 pedone del nero · e6 pedone del nero · f6 cavallo del bianco · g6 pedone del nero · c5 pedone del nero · e5 pedone del bianco · f5 alfiere del nero · g5 donna del bianco · d4 pedone del nero · f4 pedone del bianco · f3 cavallo del bianco · g3 torre del bianco · a2 pedone del bianco · b2 pedone del bianco · c2 pedone del bianco · g2 pedone del bianco · h2 pedone del bianco · c1 alfiere del bianco · f1 torre del bianco · g1 re del bianco | a8 torre del nero · d8 donna del nero · h8 re del nero · a7 pedone del nero · b7 cavallo del nero · e7 alfiere del nero · f7 pedone del nero · g7 torre del nero · h7 pedone del nero · e6 pedone del nero · f6 cavallo del bianco · g6 pedone del nero · c5 pedone del nero · e5 pedone del bianco · f5 alfiere del nero · g5 donna del bianco · d4 pedone del nero · f4 pedone del bianco · f3 cavallo del bianco · g3 torre del bianco · a2 pedone del bianco · b2 pedone del bianco · c2 pedone del bianco · g2 pedone del bianco · h2 pedone del bianco · c1 alfiere del bianco · f1 torre del bianco · g1 re del bianco | a8 torre del nero · d8 donna del nero · h8 re del nero · a7 pedone del nero · b7 cavallo del nero · e7 alfiere del nero · f7 pedone del nero · g7 torre del nero · h7 pedone del nero · e6 pedone del nero · f6 cavallo del bianco · g6 pedone del nero · c5 pedone del nero · e5 pedone del bianco · f5 alfiere del nero · g5 donna del bianco · d4 pedone del nero · f4 pedone del bianco · f3 cavallo del bianco · g3 torre del bianco · a2 pedone del bianco · b2 pedone del bianco · c2 pedone del bianco · g2 pedone del bianco · h2 pedone del bianco · c1 alfiere del bianco · f1 torre del bianco · g1 re del bianco | a8 torre del nero · d8 donna del nero · h8 re del nero · a7 pedone del nero · b7 cavallo del nero · e7 alfiere del nero · f7 pedone del nero · g7 torre del nero · h7 pedone del nero · e6 pedone del nero · f6 cavallo del bianco · g6 pedone del nero · c5 pedone del nero · e5 pedone del bianco · f5 alfiere del nero · g5 donna del bianco · d4 pedone del nero · f4 pedone del bianco · f3 cavallo del bianco · g3 torre del bianco · a2 pedone del bianco · b2 pedone del bianco · c2 pedone del bianco · g2 pedone del bianco · h2 pedone del bianco · c1 alfiere del bianco · f1 torre del bianco · g1 re del bianco | 4 |
| 3 | a8 torre del nero · d8 donna del nero · h8 re del nero · a7 pedone del nero · b7 cavallo del nero · e7 alfiere del nero · f7 pedone del nero · g7 torre del nero · h7 pedone del nero · e6 pedone del nero · f6 cavallo del bianco · g6 pedone del nero · c5 pedone del nero · e5 pedone del bianco · f5 alfiere del nero · g5 donna del bianco · d4 pedone del nero · f4 pedone del bianco · f3 cavallo del bianco · g3 torre del bianco · a2 pedone del bianco · b2 pedone del bianco · c2 pedone del bianco · g2 pedone del bianco · h2 pedone del bianco · c1 alfiere del bianco · f1 torre del bianco · g1 re del bianco | a8 torre del nero · d8 donna del nero · h8 re del nero · a7 pedone del nero · b7 cavallo del nero · e7 alfiere del nero · f7 pedone del nero · g7 torre del nero · h7 pedone del nero · e6 pedone del nero · f6 cavallo del bianco · g6 pedone del nero · c5 pedone del nero · e5 pedone del bianco · f5 alfiere del nero · g5 donna del bianco · d4 pedone del nero · f4 pedone del bianco · f3 cavallo del bianco · g3 torre del bianco · a2 pedone del bianco · b2 pedone del bianco · c2 pedone del bianco · g2 pedone del bianco · h2 pedone del bianco · c1 alfiere del bianco · f1 torre del bianco · g1 re del bianco | a8 torre del nero · d8 donna del nero · h8 re del nero · a7 pedone del nero · b7 cavallo del nero · e7 alfiere del nero · f7 pedone del nero · g7 torre del nero · h7 pedone del nero · e6 pedone del nero · f6 cavallo del bianco · g6 pedone del nero · c5 pedone del nero · e5 pedone del bianco · f5 alfiere del nero · g5 donna del bianco · d4 pedone del nero · f4 pedone del bianco · f3 cavallo del bianco · g3 torre del bianco · a2 pedone del bianco · b2 pedone del bianco · c2 pedone del bianco · g2 pedone del bianco · h2 pedone del bianco · c1 alfiere del bianco · f1 torre del bianco · g1 re del bianco | a8 torre del nero · d8 donna del nero · h8 re del nero · a7 pedone del nero · b7 cavallo del nero · e7 alfiere del nero · f7 pedone del nero · g7 torre del nero · h7 pedone del nero · e6 pedone del nero · f6 cavallo del bianco · g6 pedone del nero · c5 pedone del nero · e5 pedone del bianco · f5 alfiere del nero · g5 donna del bianco · d4 pedone del nero · f4 pedone del bianco · f3 cavallo del bianco · g3 torre del bianco · a2 pedone del bianco · b2 pedone del bianco · c2 pedone del bianco · g2 pedone del bianco · h2 pedone del bianco · c1 alfiere del bianco · f1 torre del bianco · g1 re del bianco | a8 torre del nero · d8 donna del nero · h8 re del nero · a7 pedone del nero · b7 cavallo del nero · e7 alfiere del nero · f7 pedone del nero · g7 torre del nero · h7 pedone del nero · e6 pedone del nero · f6 cavallo del bianco · g6 pedone del nero · c5 pedone del nero · e5 pedone del bianco · f5 alfiere del nero · g5 donna del bianco · d4 pedone del nero · f4 pedone del bianco · f3 cavallo del bianco · g3 torre del bianco · a2 pedone del bianco · b2 pedone del bianco · c2 pedone del bianco · g2 pedone del bianco · h2 pedone del bianco · c1 alfiere del bianco · f1 torre del bianco · g1 re del bianco | a8 torre del nero · d8 donna del nero · h8 re del nero · a7 pedone del nero · b7 cavallo del nero · e7 alfiere del nero · f7 pedone del nero · g7 torre del nero · h7 pedone del nero · e6 pedone del nero · f6 cavallo del bianco · g6 pedone del nero · c5 pedone del nero · e5 pedone del bianco · f5 alfiere del nero · g5 donna del bianco · d4 pedone del nero · f4 pedone del bianco · f3 cavallo del bianco · g3 torre del bianco · a2 pedone del bianco · b2 pedone del bianco · c2 pedone del bianco · g2 pedone del bianco · h2 pedone del bianco · c1 alfiere del bianco · f1 torre del bianco · g1 re del bianco | a8 torre del nero · d8 donna del nero · h8 re del nero · a7 pedone del nero · b7 cavallo del nero · e7 alfiere del nero · f7 pedone del nero · g7 torre del nero · h7 pedone del nero · e6 pedone del nero · f6 cavallo del bianco · g6 pedone del nero · c5 pedone del nero · e5 pedone del bianco · f5 alfiere del nero · g5 donna del bianco · d4 pedone del nero · f4 pedone del bianco · f3 cavallo del bianco · g3 torre del bianco · a2 pedone del bianco · b2 pedone del bianco · c2 pedone del bianco · g2 pedone del bianco · h2 pedone del bianco · c1 alfiere del bianco · f1 torre del bianco · g1 re del bianco | a8 torre del nero · d8 donna del nero · h8 re del nero · a7 pedone del nero · b7 cavallo del nero · e7 alfiere del nero · f7 pedone del nero · g7 torre del nero · h7 pedone del nero · e6 pedone del nero · f6 cavallo del bianco · g6 pedone del nero · c5 pedone del nero · e5 pedone del bianco · f5 alfiere del nero · g5 donna del bianco · d4 pedone del nero · f4 pedone del bianco · f3 cavallo del bianco · g3 torre del bianco · a2 pedone del bianco · b2 pedone del bianco · c2 pedone del bianco · g2 pedone del bianco · h2 pedone del bianco · c1 alfiere del bianco · f1 torre del bianco · g1 re del bianco | 3 |
| 2 | a8 torre del nero · d8 donna del nero · h8 re del nero · a7 pedone del nero · b7 cavallo del nero · e7 alfiere del nero · f7 pedone del nero · g7 torre del nero · h7 pedone del nero · e6 pedone del nero · f6 cavallo del bianco · g6 pedone del nero · c5 pedone del nero · e5 pedone del bianco · f5 alfiere del nero · g5 donna del bianco · d4 pedone del nero · f4 pedone del bianco · f3 cavallo del bianco · g3 torre del bianco · a2 pedone del bianco · b2 pedone del bianco · c2 pedone del bianco · g2 pedone del bianco · h2 pedone del bianco · c1 alfiere del bianco · f1 torre del bianco · g1 re del bianco | a8 torre del nero · d8 donna del nero · h8 re del nero · a7 pedone del nero · b7 cavallo del nero · e7 alfiere del nero · f7 pedone del nero · g7 torre del nero · h7 pedone del nero · e6 pedone del nero · f6 cavallo del bianco · g6 pedone del nero · c5 pedone del nero · e5 pedone del bianco · f5 alfiere del nero · g5 donna del bianco · d4 pedone del nero · f4 pedone del bianco · f3 cavallo del bianco · g3 torre del bianco · a2 pedone del bianco · b2 pedone del bianco · c2 pedone del bianco · g2 pedone del bianco · h2 pedone del bianco · c1 alfiere del bianco · f1 torre del bianco · g1 re del bianco | a8 torre del nero · d8 donna del nero · h8 re del nero · a7 pedone del nero · b7 cavallo del nero · e7 alfiere del nero · f7 pedone del nero · g7 torre del nero · h7 pedone del nero · e6 pedone del nero · f6 cavallo del bianco · g6 pedone del nero · c5 pedone del nero · e5 pedone del bianco · f5 alfiere del nero · g5 donna del bianco · d4 pedone del nero · f4 pedone del bianco · f3 cavallo del bianco · g3 torre del bianco · a2 pedone del bianco · b2 pedone del bianco · c2 pedone del bianco · g2 pedone del bianco · h2 pedone del bianco · c1 alfiere del bianco · f1 torre del bianco · g1 re del bianco | a8 torre del nero · d8 donna del nero · h8 re del nero · a7 pedone del nero · b7 cavallo del nero · e7 alfiere del nero · f7 pedone del nero · g7 torre del nero · h7 pedone del nero · e6 pedone del nero · f6 cavallo del bianco · g6 pedone del nero · c5 pedone del nero · e5 pedone del bianco · f5 alfiere del nero · g5 donna del bianco · d4 pedone del nero · f4 pedone del bianco · f3 cavallo del bianco · g3 torre del bianco · a2 pedone del bianco · b2 pedone del bianco · c2 pedone del bianco · g2 pedone del bianco · h2 pedone del bianco · c1 alfiere del bianco · f1 torre del bianco · g1 re del bianco | a8 torre del nero · d8 donna del nero · h8 re del nero · a7 pedone del nero · b7 cavallo del nero · e7 alfiere del nero · f7 pedone del nero · g7 torre del nero · h7 pedone del nero · e6 pedone del nero · f6 cavallo del bianco · g6 pedone del nero · c5 pedone del nero · e5 pedone del bianco · f5 alfiere del nero · g5 donna del bianco · d4 pedone del nero · f4 pedone del bianco · f3 cavallo del bianco · g3 torre del bianco · a2 pedone del bianco · b2 pedone del bianco · c2 pedone del bianco · g2 pedone del bianco · h2 pedone del bianco · c1 alfiere del bianco · f1 torre del bianco · g1 re del bianco | a8 torre del nero · d8 donna del nero · h8 re del nero · a7 pedone del nero · b7 cavallo del nero · e7 alfiere del nero · f7 pedone del nero · g7 torre del nero · h7 pedone del nero · e6 pedone del nero · f6 cavallo del bianco · g6 pedone del nero · c5 pedone del nero · e5 pedone del bianco · f5 alfiere del nero · g5 donna del bianco · d4 pedone del nero · f4 pedone del bianco · f3 cavallo del bianco · g3 torre del bianco · a2 pedone del bianco · b2 pedone del bianco · c2 pedone del bianco · g2 pedone del bianco · h2 pedone del bianco · c1 alfiere del bianco · f1 torre del bianco · g1 re del bianco | a8 torre del nero · d8 donna del nero · h8 re del nero · a7 pedone del nero · b7 cavallo del nero · e7 alfiere del nero · f7 pedone del nero · g7 torre del nero · h7 pedone del nero · e6 pedone del nero · f6 cavallo del bianco · g6 pedone del nero · c5 pedone del nero · e5 pedone del bianco · f5 alfiere del nero · g5 donna del bianco · d4 pedone del nero · f4 pedone del bianco · f3 cavallo del bianco · g3 torre del bianco · a2 pedone del bianco · b2 pedone del bianco · c2 pedone del bianco · g2 pedone del bianco · h2 pedone del bianco · c1 alfiere del bianco · f1 torre del bianco · g1 re del bianco | a8 torre del nero · d8 donna del nero · h8 re del nero · a7 pedone del nero · b7 cavallo del nero · e7 alfiere del nero · f7 pedone del nero · g7 torre del nero · h7 pedone del nero · e6 pedone del nero · f6 cavallo del bianco · g6 pedone del nero · c5 pedone del nero · e5 pedone del bianco · f5 alfiere del nero · g5 donna del bianco · d4 pedone del nero · f4 pedone del bianco · f3 cavallo del bianco · g3 torre del bianco · a2 pedone del bianco · b2 pedone del bianco · c2 pedone del bianco · g2 pedone del bianco · h2 pedone del bianco · c1 alfiere del bianco · f1 torre del bianco · g1 re del bianco | 2 |
| 1 | a8 torre del nero · d8 donna del nero · h8 re del nero · a7 pedone del nero · b7 cavallo del nero · e7 alfiere del nero · f7 pedone del nero · g7 torre del nero · h7 pedone del nero · e6 pedone del nero · f6 cavallo del bianco · g6 pedone del nero · c5 pedone del nero · e5 pedone del bianco · f5 alfiere del nero · g5 donna del bianco · d4 pedone del nero · f4 pedone del bianco · f3 cavallo del bianco · g3 torre del bianco · a2 pedone del bianco · b2 pedone del bianco · c2 pedone del bianco · g2 pedone del bianco · h2 pedone del bianco · c1 alfiere del bianco · f1 torre del bianco · g1 re del bianco | a8 torre del nero · d8 donna del nero · h8 re del nero · a7 pedone del nero · b7 cavallo del nero · e7 alfiere del nero · f7 pedone del nero · g7 torre del nero · h7 pedone del nero · e6 pedone del nero · f6 cavallo del bianco · g6 pedone del nero · c5 pedone del nero · e5 pedone del bianco · f5 alfiere del nero · g5 donna del bianco · d4 pedone del nero · f4 pedone del bianco · f3 cavallo del bianco · g3 torre del bianco · a2 pedone del bianco · b2 pedone del bianco · c2 pedone del bianco · g2 pedone del bianco · h2 pedone del bianco · c1 alfiere del bianco · f1 torre del bianco · g1 re del bianco | a8 torre del nero · d8 donna del nero · h8 re del nero · a7 pedone del nero · b7 cavallo del nero · e7 alfiere del nero · f7 pedone del nero · g7 torre del nero · h7 pedone del nero · e6 pedone del nero · f6 cavallo del bianco · g6 pedone del nero · c5 pedone del nero · e5 pedone del bianco · f5 alfiere del nero · g5 donna del bianco · d4 pedone del nero · f4 pedone del bianco · f3 cavallo del bianco · g3 torre del bianco · a2 pedone del bianco · b2 pedone del bianco · c2 pedone del bianco · g2 pedone del bianco · h2 pedone del bianco · c1 alfiere del bianco · f1 torre del bianco · g1 re del bianco | a8 torre del nero · d8 donna del nero · h8 re del nero · a7 pedone del nero · b7 cavallo del nero · e7 alfiere del nero · f7 pedone del nero · g7 torre del nero · h7 pedone del nero · e6 pedone del nero · f6 cavallo del bianco · g6 pedone del nero · c5 pedone del nero · e5 pedone del bianco · f5 alfiere del nero · g5 donna del bianco · d4 pedone del nero · f4 pedone del bianco · f3 cavallo del bianco · g3 torre del bianco · a2 pedone del bianco · b2 pedone del bianco · c2 pedone del bianco · g2 pedone del bianco · h2 pedone del bianco · c1 alfiere del bianco · f1 torre del bianco · g1 re del bianco | a8 torre del nero · d8 donna del nero · h8 re del nero · a7 pedone del nero · b7 cavallo del nero · e7 alfiere del nero · f7 pedone del nero · g7 torre del nero · h7 pedone del nero · e6 pedone del nero · f6 cavallo del bianco · g6 pedone del nero · c5 pedone del nero · e5 pedone del bianco · f5 alfiere del nero · g5 donna del bianco · d4 pedone del nero · f4 pedone del bianco · f3 cavallo del bianco · g3 torre del bianco · a2 pedone del bianco · b2 pedone del bianco · c2 pedone del bianco · g2 pedone del bianco · h2 pedone del bianco · c1 alfiere del bianco · f1 torre del bianco · g1 re del bianco | a8 torre del nero · d8 donna del nero · h8 re del nero · a7 pedone del nero · b7 cavallo del nero · e7 alfiere del nero · f7 pedone del nero · g7 torre del nero · h7 pedone del nero · e6 pedone del nero · f6 cavallo del bianco · g6 pedone del nero · c5 pedone del nero · e5 pedone del bianco · f5 alfiere del nero · g5 donna del bianco · d4 pedone del nero · f4 pedone del bianco · f3 cavallo del bianco · g3 torre del bianco · a2 pedone del bianco · b2 pedone del bianco · c2 pedone del bianco · g2 pedone del bianco · h2 pedone del bianco · c1 alfiere del bianco · f1 torre del bianco · g1 re del bianco | a8 torre del nero · d8 donna del nero · h8 re del nero · a7 pedone del nero · b7 cavallo del nero · e7 alfiere del nero · f7 pedone del nero · g7 torre del nero · h7 pedone del nero · e6 pedone del nero · f6 cavallo del bianco · g6 pedone del nero · c5 pedone del nero · e5 pedone del bianco · f5 alfiere del nero · g5 donna del bianco · d4 pedone del nero · f4 pedone del bianco · f3 cavallo del bianco · g3 torre del bianco · a2 pedone del bianco · b2 pedone del bianco · c2 pedone del bianco · g2 pedone del bianco · h2 pedone del bianco · c1 alfiere del bianco · f1 torre del bianco · g1 re del bianco | a8 torre del nero · d8 donna del nero · h8 re del nero · a7 pedone del nero · b7 cavallo del nero · e7 alfiere del nero · f7 pedone del nero · g7 torre del nero · h7 pedone del nero · e6 pedone del nero · f6 cavallo del bianco · g6 pedone del nero · c5 pedone del nero · e5 pedone del bianco · f5 alfiere del nero · g5 donna del bianco · d4 pedone del nero · f4 pedone del bianco · f3 cavallo del bianco · g3 torre del bianco · a2 pedone del bianco · b2 pedone del bianco · c2 pedone del bianco · g2 pedone del bianco · h2 pedone del bianco · c1 alfiere del bianco · f1 torre del bianco · g1 re del bianco | 1 |
|   | a | b | c | d | e | f | g | h |   |

Il mediogioco è la fase di una partita a scacchi successiva all'apertura e precedente il finale.
È difficile stabilirne esattamente l'inizio e la fine ma in linea di principio inizia quando i due giocatori hanno terminato di sviluppare i propri pezzi e la struttura dei pedoni ha assunto una fisionomia più o meno definita e termina quando, avendo cambiato la maggior parte dei pezzi, si ha una transizione verso il finale.
In genere gli obiettivi dei giocatori in questa fase consistono nello sfruttare i vantaggi creatisi durante l'apertura per poter portare delle minacce al re avversario, creare combinazioni favorevoli o semplicemente portarsi verso un finale vantaggioso.
A seconda della posizione che si è venuta determinando dall'apertura il mediogioco può assumere un carattere dove è predominante l'aspetto strategico e quindi la pianificazione più o meno a lungo termine o l'aspetto tattico dove predomina invece il calcolo.

## Aspetti strategici
Negli scacchi per strategia si intende comunemente un ragionamento basato più sugli elementi della posizione che sul calcolo puro delle varianti. In alcune fasi della partita, laddove il puro calcolo lascia il posto alla scelta del dove piazzare i pezzi e perché, gli elementi che entrano in gioco sono ad esempio:
- la struttura dei pedoni
- la presenza di colonne aperte e semiaperte
- la presenza di avamposti, ovvero di  case strategiche nel territorio avversario, generalmente molto ben difese, su cui si può posizionare un pezzo — tipicamente un cavallo — in modo sicuro e stabile.
- la distinzione tra case deboli e case forti
- la presenza di pedoni isolati, arretrati, doppiati
- il carattere aperto o chiuso della posizione
- il possesso della coppia degli alfieri
- il posizionamento errato di uno o più pezzi
- la sicurezza del re
- la parità di materiale

oltre a molti altri.
Naturalmente tutto questo non basta in assenza della capacità di calcolo delle varianti: cercare di posizionare un cavallo in una casa debole perché strategicamente corretto può non esserlo tatticamente (es. nel manovrare per posizionare tale pezzo si sottovaluta un attacco avversario che porta a subire perdite di materiale se non peggio). In questo caso entra in gioco la tattica.

## Aspetti tattici
Negli scacchi per tattica si intende la capacità di calcolare esattamente le varianti che seguono a una certa mossa o a un certo ordine di mosse, talvolta violando i principi della strategia o anche sacrificando materiale per perseguire in cambio un vantaggio.
In una partita a scacchi possono esserci momenti in cui la strategia è predominante e ci si affida più a valutazioni di ordine posizionale che di calcolo e momenti in cui avviene esattamente l'opposto.
Spesso questo dipende anche dalla scelta dell'apertura: a una differente disposizione dei pezzi e soprattutto dei pedoni si accompagna un diverso carattere della posizione e questo può portare a posizioni dove predomina un carattere sull'altro. In generale i due concetti sono complementari: vincere di pura tattica violando i principi strategici della posizione è possibile solo in presenza di errori macroscopici dell'avversario e viceversa pensare di poter condurre una partita affidandosi solamente a ragionamenti di carattere generale senza una adeguata capacità di calcolo può portare a un disastro.